# .bn

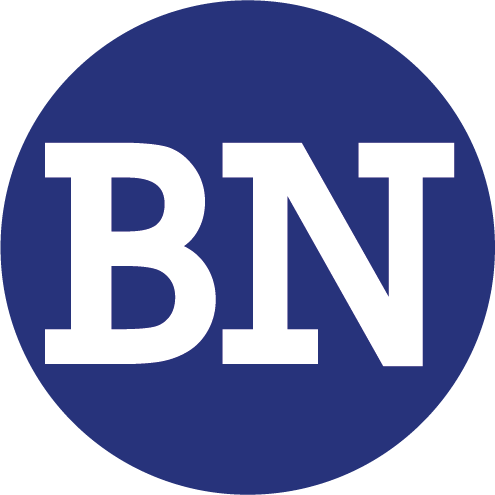
Logo domeny najwyższego szczebla w Brunei

.bn – domena internetowa przypisana dla stron internetowych z Brunei. Została utworzona 3 czerwca 1994. Zarządza nią Authority for Info-communications Technology Industry of Brunei Darussalam.